# Thermenbahn
A Thermenbahn egy normál nyomtávolságú, 77 km hosszúságú nem-villamosított vasútvonal Ausztriában Fehring és Friedberg között.